# Vassili Vassilievitch Chouïski
Vassili Vassilievitch « Némoï » Chouïski (en russe : Василий Васильевич Шуйский), né vers 1478 et mort en novembre 1538, était un prince et général russe. Il descendait de Vladimir le Grand. Son surnom de Némoï, le muet, vient du fait qu'il était peu loquace.
Ses ancêtres, qui avaient eu en apanage la principauté de Souzdal, chassés de leur héritage, vécurent pendant quelques années dans en retrait. Lorsque les circonstances le leur permirent, ils revinrent à la cour et comme princes de la maison régnante, ils eurent une grande influence dans les affaires publiques, surtout pendant la minorité d'Ivan IV.
Ce jeune prince étant arrivé au trône à l'âge de quatre ans (1534), Vassili puis son jeune frère Ivan s'emparèrent du gouvernement et du jeune tsar lui-même, qu'ils traitèrent moins comme un souverain que comme un pupille. Enfin, sentant le poids de l'esclavage dans lequel on le tenait, le jeune souverain ordonna à Vassili de se rendre à Vladimir, sous prétexte d'en imposer aux Tartares (1537). Chouïski obéit, mais il avait laissé à la cour des hommes dévoués qui se hâtèrent de le rappeler. Il fit son entrée à Moscou avec le faste d'un souverain. Ayant réuni le conseil, il fit exiler ou mettre à mort ceux qui avaient la confiance de son maître. Mais lorsque le jeune prince eut atteint sa quatorzième année, il annonça qu'il voulait régner lui-même et tout trembla devant lui. Par ses ordres Chouïski, ce ministre si redouté, fut arrêté, condamné à mort et exécuté sur-le-champ.

## Source
« Vassili Vassilievitch Chouïski », dans Louis-Gabriel Michaud, Biographie universelle ancienne et moderne : histoire par ordre alphabétique de la vie publique et privée de tous les hommes avec la collaboration de plus de 300 savants et littérateurs français ou étrangers, 2e édition, 1843-1865 [détail de l’édition]